# Окаш, Ибрагим
Ибрагим Окаш Омар (араб. إبراهيم عكاش عمر‎, род. 18 сентября 1964) — сомалийский легкоатлет, выступавший в беге на средние дистанции. Участник летних Олимпийских игр 1984 и 1988 годов.

## Биография
Ибрагим Окаш Омар родился 18 сентября 1964 года.
В 1984 году вошёл в состав сборной Сомали на летних Олимпийских играх в Лос-Анджелесе. В беге на 400 метров занял предпоследнее, 7-е место в 1/8 финала, показав результат 47,91 секунды и уступив 1,19 секунды попавшему в четвертьфинал с 3-го места Аллану Ингрэму с Багамских Островов.
В 1988 году вошёл в состав сборной Сомали на летних Олимпийских играх в Сеуле. В беге на 800 метров занял 3-е место в 1/8 финала, показав результат 1 минута 48,97 секунды. В четвертьфинале финишировал на 4-й позиции с результатом 1.46,55. В полуфинале занял последнее, 8-е место с результатом 1.46,62, уступив 1,58 секунды попавшему в финал с 4-й позиции Джонни Грею из США.